# تاريخ الحوسبة
إن تاريخ الحوسبة أطول من تاريخ عتاد الحوسبة وتقنية الحوسبة الحديثة ويشمل تاريخ الطرق المخصصة للقلم والورقة أو للطبشورة واللوح سواء في حالة وجود الجداول الحسابية من عدمها. يقدم الخط الزمني للحوسبة قائمة ملخصة للتطورات التي حصلت في مجال الحوسبة مرتبة حسب تاريخ حدوثها.

## [1]أجهزة الحوسبة الملموسة
ترتبط الحوسبة إرتباطاً وثيقاً بتمثيل الأعداد؛ ولكن المبادئ الرياضية التي استعملت لخدمة أغراض الحضارة قد وجدت قبل نشأة التجريد الذي تمثله الأعداد بوقت طويل. تظهر هذه المبادئ ضمنياً في ممارسات ملموسة مثل:
- التقابل، وهو قاعدة لإحصاء عدد العناصر، مثل تلك المستخدمة في حصيلة العصا مثلا والتي يتم تجريدها إلى أعداد في النهاية.
- المقارنة مع المعيار، طريقة لافتراض قابلية إعادة الإنتاج في وحدة قياس معينة، مثل عدد القطع النقدية على سبيل المثال.
- يعتبر المثلث المنفرج الزوايا 3-4-5 جهازا للتأكد من حسابات الزاوية اليمنى باستخدام حبال تحوي 12 عقدة تبعد عن بعضها مسافات متساوية مثلا.

## الأعداد
صار استخدام مبدأ الأرقام في النهاية مألوفا وأكثر قوة لينهض بنظام العد كما واستخدم أحيانا في فن إستذكار الأغاني لتعليم المتتاليات للآخرين. تحتوي كل اللغات المعروفة تقريبا كلمات تمثل الرقمين واحد واثنين (مع كون هذا الموضوع محل خلاف: انظر لغة بيراها) ويمكن لبعض الحيوانات مثل الشحرور أن تميّز عددا مدهشا من العناصر.

أدت التطورات في نظام العد والتدوين الرياضي في نهاية المطاف إلى إكتشاف العمليات الرياضية مثل الجمع والطرح والضرب والقسمة والتربيع والجذر التربيعي وخلافه. وأخيراً تم الخروج بطابع رسمي لهذه العمليات وأصبحت المبادئ الخاصة بها مفهومة بشكل كاف لتتم برهنتها وإثباتها رياضيا كذلك. يمكن اعتبار خوارزمية إقليدس التي تستخدم لإيجاد القاسم المشترك الأكبر بين عددين مثالا على ما سبق.
مع حلول العصور الوسطى المتأخرة، كان التدوين الموضعي ونظام العد الهندي العربي قد وصلا إلى أوروبا مما سمح بتطبيق الحساب المنهجي على الأرقام. خلال هذه الفترة؛ سمح تمثيل الحساب على الورق بإجراء الحسابات الخاصة بالتعبيرات الرياضية والدوال المثلثية وجدولة الدوال الرياضية مثل دوال الجذر التربيعي واللوغارتم العشري (لاستخدامها في عمليات الضرب والقسمة).
خلال الزمن الذي كان إسحاق نيوتن يجري فيه أبحاثه، كان الورق والرق مصدرا هاما لعملية الحساب، وحتى في زمننا الحالي فإن باحثين مثل إنريكو فيرمي كانوا يغطون قصاصات متناثرة من الورق بالحسابات ليشبعوا فضولهم حيال معادلة ما.[بحاجة لمصدر] وحتى في زمن الحاسبات المبرمجة: لم يكن ريتشارد فاينمان ليتردد في حساب أي خطوة يحتاجها دون الحاجة لاستخدام آلة حاسبة عن طريق اليد للوصول إلى إجابة يرغبه بمعرفتها بشدة.
[بحاجة لمصدر]

## الحساب المبكّر
كان العداد أقدم الأدوات المعروفة استخداما في عملية الحوسبة ويعتقد بأنه اخترع في بابل حوالي القرن الرابع والعشرين قبل الميلاد. أما نمط استخدام العداد الأصلي فهو عبارة عن خطوط مرسومة في الرمل مع الحصى.؛ ولا تزال العدادات ذات التصميم الأحدث مستخدمة كأداة حساب في أيامنا هذه. كان العداد أول حاسوب معروف وأكثر نظام حساب متطور معروف إلى الآن حيث سبق الطرق اليونانية بحوالي 2000 سنة.
اخترعت العربة المؤشرة جنوبا في الصين القديمة في سنة 1115 قبل الميلاد؛ وكانت هذه العربة أول آلية ترس مشهورة باستخدامها للترس التفاضلي واستعملت لاحقا في صناعة الحاسوب التناظري. ابتكر الصينيون أيضا عدادا أكثر تعقيدا في حوالي القرن الثاني قبل الميلاد وعرف بالعداد الصيني.
أما في الهند القديمة، فقد صاغ النحوي بانيني قواعد اللغة السنسكريتية في 3959 قاعدة فيما يعرف بالأشتادهياي والتي تميزت بأنها كانت على درجة عالية من التنظيم والاختصاص وحدث ذلك في القرن الخامس قبل الميلاد. استخدم بانيني قواعد وراء ذهنية معينة مثل النحو التوليدي التحويلي والاستدعاء الذاتي.
يعتقد بأن آلية أنتيكيثيرا هي أول حاسوب تناظري معروف على وجه البسيطة وصممت لحساب المواقع الفلكية. وقد اكتشفت هذه الآلة في العام 1901 في خرائب أنتيكيثرا في الجزيرة التي تحمل نفس الاسم والواقعة بين جزيرتي كيثيرا وكريت ويقدر بأنها تعود إلى حوالي العام 100 قبل الميلاد.
ستعود أجهزة الحواسيب الميكانيكية التناظرية التي طورها الفلكيون المسلمون للظهور مجددا بعد ألف سنة خلال العصر الذهبي للإسلام ومنها آلة الاستواء التي طورها العالم الزرقالي والإسطرلاب الذي طوره العالم البيروني وآلة التورقوتثم التي طورها العالم جابر بن أفلح. قدم الرياضيون المسلمون في العصور الوسطى تحسينات مهمة في علم التشفير مثل تطوير تحليل الشفرات وتحليل تردد الحروف (الشفرات) وهي إسهامات قدمها العالم الكندي. اخترع المهندسون المسلمون أيضا الآلات المبرمجة مثل عازف الفلوت الأوتوماتيكي الذي اخترعه بنو موسى والإنسان الآلي الذي اخترعه الجزري وساعة القلعة التي تعد أول حاسوب تناظري مبرمج.
خلال العصور الوسطى، قام العديد من الفلاسفة الأوروبيين بمحاولات لإنتاج أجهزة حواسيب تناظرية أسوة بالعرب وفلسفة المدرسية فقد كرّس رامون لول (1232م-1315م) قسما كبيرا من حياته لتعريف وتصميم آلات منطقية عديدة عن طريق الجمع بين حقائق فلسفية بسيطة ومطلقة بإمكانها إنتاج كل المعرفة التي يلزم الحصول عليها من هذه الآلات. لم يتم بناء هذه الآلات على أرض الواقع حقيقة ولكنها كانت عبارة عن تجرية فكرية خصصت لإنتاج نوع جديد من المعرفة عن طريق استخدام طرق منهجية قادرة على صنع عمليات منطقية إلا أنها لا تزال بحاجة إلى تدخل بشري لتفسير النتائج. علاوة على ذلك؛ افتقرت هذه الآلات إلى معمارية متعددة الجوانب فكل آلة كانت تخدم هدفا محددا فقط. مهما يكن؛ فقد كان لعمل لول بالغ الأثر على غوتفريد لايبنتز (عاش في أوائل القرن الثامن عشر) الذي أعاد تطوير أفكاره أكثر وتمكن بواسطتها من بناء أدوات حسابية
عديدة.
تبع اكتشاف جون نابير للخوارزميات التي استخدمت لأغراض حسابية في أوائل القرن السابع عشر فترة من التقدم الملحوظ الذي كان أبطاله المخترعون والعلماء ممن عملوا على صناعة أدوات الحساب. أما أوج هذه الحقبة المبكرة من الحوسبة الممنهجة فيمكن ملاحظته في آلة الفرق وخليفته المحرّك التحليلي والذي لم يتم بناؤهما بشكل كامل بل صمما بالتفصيل من قبل تشارلز بابيج. جمع المحرك التحليلي بين مبادئ من عمل بابيج وجهد آخرين لابتكار جهاز كان ليمتلك خصائص عديدة من خصائص الحاسوب الإلكتروني الحديث فيما لو كان قد صنّع كما افترض التصميم الخاص به. ضمت هذه الخصائص ميزات مثل «ذاكرة الخدش» الداخلية والتي تكافئ ذاكرة الوصول العشوائية في الحواسيب الحديثة ونماذج لمخرجات عديدة تشمل جرسا وراسمة بيانية وطابعة بسيطة وذاكرة ثابتة في البطاقات المثقبة مبرمجة لأداء وظيفة الإدخال والإخراج وبإمكان هذه البطاقات القيام بعمليات التعديل على البيانات إلى جانب القراءة أيضا.
إن التقدم الرئيسي الذي يميز أجهزة بابج عن سابقاتها هو أن كل عنصر منها مستقل عن غيره مما يجعلها شبيهة بعناصر الحواسيب الإلكترونية الحديثة. كان هذا تحولا أساسيا في فكر الحوسبة حيث عملت أجهزة الحساب السابقة على خدمة غرض واحد فقط ولذا وجب تفكيكها وإعادة تكوينها في أحسن الظروف لحل مشكلة جديدة. يمكن إعادة برمجة أجهزة بابيج لحل مشاكل جديدة عن طريق إدخال بيانات جديدة والتصرف بناء على حسابات سابقة ضمن نفس السلسلة من التعليمات. دفعت آدا لوفلايس بهذا المفهوم خطوة واحدة إلى الأمام بابتكارها برنامجا يستخدم لحساب أعداد بيرنولي وهي حسابات معقدة تتطلب استخدام خوارزمية الاستدعاء. يعد هذا البرنامج أول مثال على برنامج حاسوب حقيقي يستخدم مجموعة من التعليمات التي تتصرف بناء على بيانات لا يعرف مضمونها إلا بعد تنفيذ البرنامج.
ما زالت أمثلة عديدة على الحوسبة التناظرية مستخدمة حتى أيامنا هذه، فمقياس السطح هو جهاز يقوم بحساب التكاملات مستخدما المسافة ككمية تناظرية. استخدمت أنظمة التدفئة والتهوية وتكييف الهواء الهواء ككمية تناظرية وعنصر تحكم في آن معا حتى عقد الثمانينات. إن الحواسيب التناظرية لا تشبه الحواسيب الحديثة ذلك أنها غير مرنة وتحتاج لإعادة تكوينها (إعادة برمجتها) يدويا للانتقال من حل مشكلة إلى أخرى. تمتاز الحواسيب التناظرية عن الحواسيب الرقمية الأولى في أنه يمكن استخدامها لحل مشاكل معقدة باستخدام السلوك التعبيري في حين أن محاولات شبيهة لعمل ذلك كانت محدودة تماما في الحواسيب الرقمية.

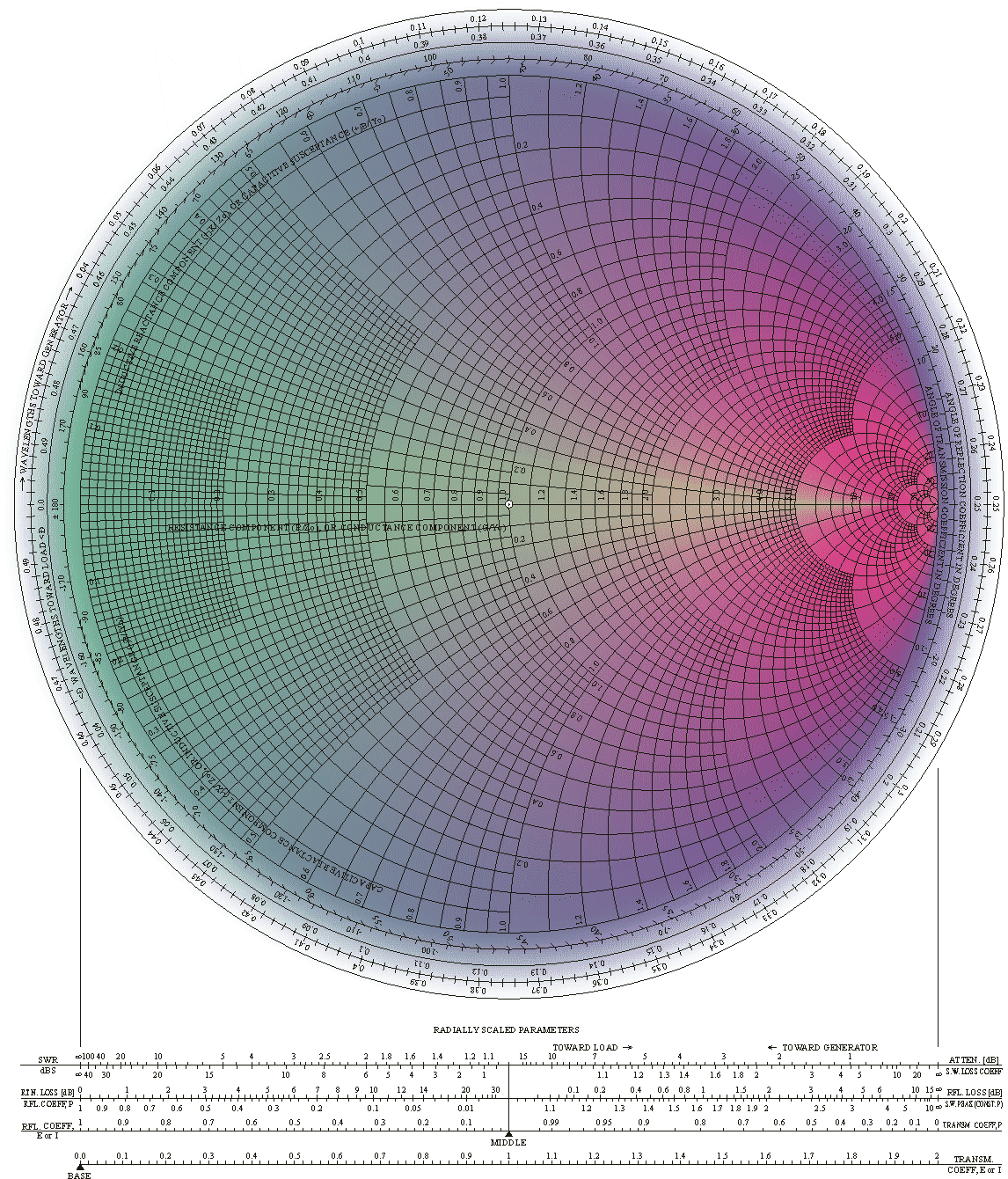
مخطط سميث هو مثال معروف جدا على النانوجرام.

بما أن الحواسيب كانت نادرة في هذه الحقبة من الزمن، فغالبا ما كانت تتم كتابة الشيفرة بشكل ورقي كما في جهاز النانو جرام وذلك لإنتاج حلول تناظرية لهذه المشاكل مثل توزيع الضغط والحرارة في نظام التدفئة.
لم تكن أي من أجهزة الحساب المبكرة تشكل حواسيب بالمفهوم الحديث للكلمة واستغرق الأمر تطورات ملحوظة في الرياضيات والنظريات أيضا قبل البدء بتصميم الحواسيب الحديثة.

## الملاحة وعلم الفلك
بالإمكان حساب الخوارزميات ودوال المثلثات عن طريق البحث عن الأعداد خاصتها في جدول رياضي وإجراء الاستيفاء بين حالات حسابية خاصة ومعروفة. في حالة الفروق الطفيفة، فإن هذه العملية الخطية كانت دقيقة بما يكفي لاستخدامها في الملاحة وعلم الفلك في عصر الاستكشاف. ازدهرت استخدامات الاستيفاء في الخمسمائة عام الماضية وبحلول القرن العشرين قام كل من ليزلي كومري وولاس جون إيكرت بتنظيم استخدامه في جداول عددية لمقابلة حساب البطاقات المثقبة.
أما في عصرنا هذا؛ فيمكن لطالب أن يحاكي حركة الكواكب وجسم المعادلة التفاضلية من الرتبة ن باستخدام مبادئ التحليل العددي وهو عمل فذ كان ليحظى بتقدير إسحاق نيوتن أثناء معاناته في حساب حركة القمر.

## علم التنبؤ الجوي
كان الحل العددي للمعادلات التفاضلية وخصوصا معادلات نافيير-ستوكس، حافزا هاما لتطوير الحوسبة باستخدام الطريقة العددية التي طورها لويس فراي ريتشاردسون في حل المعادلات التفاضلية؛ وما زالت بعض معظم أقوى أنظمة الحاسوب على الأرض تُستخدم لأغراض التنبؤ الجوي حتى يومنا هذا.

## الحساب الرمزي
بحلول أواخر ستينيات القرن الماضي؛ استطاعت أنظمة الحاسوب معالجة المعادلات الجبرية الرمزية بشكل جيد جدا يكفي لاجتياز مواد التفاضل والتكامل التي تدرس في الجامعات.

## تاريخ الحاسوب
توجد أمثلة على أجهزة الحساب البدائية والتي تمثل الأسلاف الأوائل للحاسوب، منها abacus أو المعداد (أداة تستخدم الآن في تعليم الأطفال العد) و Antikythera mechanism وهو جهاز يوناني قديم كان يستخدم لحساب حركات الكواكب والتأريخ من سنة 87 ق.م. تقريباً. شهدت نهاية العصور الوسطى نشاطًا أوروبيًا في علمي الرياضيات والهندسة وكان فيلهلم شيكارد الأول من عدد من العلماء الأوروبيين الذي أنشئ آلة حاسبة ميكانيكية. تم تدوين abacus (المعداد) على أنه حاسوب بدائي وذلك لأنه كان يشبه الآلة الحاسبة في الماضي. في عام 1801 قام جوزيف ماري جاكار بعمل تحسين للأشكال النولية الموجودة والتي تستخدم مجموعة متتالية من البطاقات الورقية المثقوبة وكأنها برنامج لنسج أشكال معقدة. والنتيجة كانت أن نول Jacquard لم يتم اعتباره حاسوبًا حقيقيًا ولكنه كان خطوة هامة في تطوير الحواسيب الرقمية الحديثة. كان تشارلز باباج أول من فكر وصمم حاسوبًا مبرمجًا بالكامل وذلك في بداية عام 1820 ولكن بسبب مجموعة من الحدود التقنية في ذلك الوقت والمحدودية المالية، وكذلك عدم القدرة على حل مشكلة الإصلاح غير الجيد في تصميمه فإن الجهاز لم يتم بناءه فعلياً في حياته. ظهرت عدد من التقنيات التي أثبتت فائدتها لاحقًا في الحوسبة، مثل البطاقة المثقوبة وأنبوب الصمام بنهاية القرن التاسع عشر، ومعالجة البيانات أوتوماتيكيًا ذات التدرج الكبير باستخدام البطاقات المثقوبة صُنٍعت باستخدام آلات جدولة والتي صممها هيرمان هولليريث
إن نجاح الحواسيب القوية والمريحة بدأ في الثلاثينيات والأربعينات من القرن العشرين، وأضيفت -بالتدريج- المميزات الرئيسية في الحواسيب الحديثة مثل استخدام الإليكترونيات الرقمية (اخترع معظمها كلود شانون عام 1937) والقدرة على البرمجة بطريقة أكثر سلاسة. إن تحديد نقطة واحدة خلال هذا المشوار على أنها «أول حاسوب اليكتروني رقمي» أمر صعب جدا.
من الإنجازات الأساسية، حاسوب Atanasoff-Berry 1937، وهي آلة ذات غرض مخصص والتي كانت تستخدم الحوسبة المقادة بالصمامات (أنبوب الصمام) والأرقام الثنائية والذاكرة المجددة. حاسب Colossus البريطاني السري (1944) والذي كان يملك قدرة محدودة على البرمجة ولكنه قدم جهازًا يستخدم الآلاف من الصمامات من الممكن أن يكون موثوقا وإعادة برمجته إلكترونيا. Harvard Mark I 1944 حاسوب إلكتروميكانيكي ذو تدرج كبير ولديه قدرة محدودة على البرمجة.
الحاسوب الأمريكي المبني على نظام العد العشري (1946-ENIAC) وكان أول حاسوب إلكتروني ذو أغراض عامة ولكن في الأساس فإن بنيته غير سلسة مما يعني أن إعادة برمجته أساسيًا تتطلب إعادة توصيله. وآلات Z الخاصة بـ Konrad Zuse، مع الاليكتروميكانيكي Z3)1941) يكون أول آلة عاملة تقدم ميزة الحساب الاوتوماتيكي للأرقام الثنائية والقدرة على البرمجة بطريقة عملية وملائمة.
إن فريق العمل الذي قام بتطوير ENIAC أدرك عيوب جهازه وجاء بتصميم أكثر مرونة وروعة والذي صار يعرف ببنية Von Neumann (أو «بنية البرنامج المخزن»). أصبحت بنية البرنامج المخزن افتراضيا القاعدة لكل الحواسيب الحديثة. بدأ عدد من المشاريع لتطوير حاسوب يعتمد على بنية البرنامج المخزن في منتصف إلى آخر الأربعينات من القرن العشرين. إن أول حاسوب من هولاء تم الانتهاء منه في بريطانيا. أول هولاء الذي يعتبر أفضل وعامل كان ما يعرف بآلة التدرج الصغير التجريبية (Small-Scale Experimental Machine) ولكن EDSAC ربما كان أول نسخة عملية تم تطويرها.
إن تصميمات الحاسوب المقاد بأنبوب الصمام أصبحت قيد الاستخدام خلال الخمسينات من القرن العشرين، ولكن مع الوقت تم استبدالها بالحواسيب الترانزستورية حيث أنها أصغر وأسرع وأرخص وأكثر موثوقية، كل ذلك أتاح لها أن يتم إنتاجها على المستوي التجاري وذلك في الستينات من القرن العشرين. في سبعينات القرن العشرين، ساعد اختيار تكنولوجيا الدائرة المتكاملة في إنتاج الحواسيب بتكلفة قليلة كافية لأن تسمح للافراد بامتلاك حاسوب شخصي من الأنواع المعروفة حاليا.